# GFA League Second Division
Die GFA League Second Division ist die zweithöchste Spielklasse im Fußball in Gambia und wurde in Saison 1954/55 zum ersten Mal ausgetragen. Sie wird von der Gambia Football Association (GFA) organisiert.

## Spielmodus
Es treten zehn Mannschaften in einer Hin- und Rückrunde gegeneinander an. Zwei erfolgreiche Mannschaften können in die First Division aufsteigen. Die zwei letzten Mannschaften steigen in die Third Division ab.
Der Meister erhält 40.000 Dalasi (D) (Stand Juni 2011).